# Robin Hood, l'arciere di Sherwood
Robin Hood, l'arciere di Sherwood (Robin Hood nunca muere) è un film del 1975 diretto da Francesc Bellmunt.